# Wamberto de Jesus Sousa Campos
Wamberto de Jesus Sousa Campos (geboren am 13. Dezember 1974 in Cururupu, Brasilien) ist ein ehemaliger brasilianischer Fußballspieler.

## Karriere
Wamberto begann seine Karriere beim Moto Club de São Luís und stand im Anschluss bis 1991 beim Sampaio Corrêa FC unter Vertrag. 1991 wechselte er zum RFC Seraing und stand dort bis 1993 im Jugendbereich, von 1993 bis 1996 in der Profiliga unter Vertrag. Danach ging er zu Standard Lüttich. Im Jahre 1998 unterzeichnete er einen Vertrag bei Ajax Amsterdam. Dort schoss er beim Finale des KNVB-Pokal im Spiel gegen den Verein FC Utrecht in der 90. Minute das Ausgleichstor zum 2:2. Das Spiel ging in die Verlängerung und Ajax gewann mit 3:2 durch ein Tor von Zlatan Ibrahimovic in der 95. Minute. Beim Gewinn der nationalen Meisterschaft mit Ajax in der Saison 2001/02 steuerte Wamberto in 39 Spielen 9 Tore bei.
Im Januar 2004 wurde Wamberto für 18 Monate an den RAEC Mons nach Belgien ausgeliehen. Der Vertrag enthielt eine Kaufoption. Aufgrund des Abstiegs von Mons an Saisonende, kehrte er für drei Jahre zu Standard Lüttich zurück. In der Saison 2006/07 ging er wieder zu RAEC Mons zurück. Im weiteren Verlauf seiner Karriere war er bei drei kleineren Vereinen unter Vertrag. 2011 beendete er seine Karriere.

## Erfolge
Ajax
- Eredivisie: 2001/02
- KNVB-Pokal: 1998/99, 2001/02
- Johan-Cruyff-Schale: 2002